# Fontevivo
Fontevivo (Fontviv in dialetto parmigiano) è un comune italiano di 5 561 abitanti della provincia di Parma in Emilia-Romagna. Fontevivo fa parte dei comuni della bassa parmense.

## Storia

### Simboli
Lo stemma e il gonfalone sono stati concessi con DPR del 1º febbraio 1957.
Quando il paese fu divenne municipio nel XIX secolo adottò le antiche armi dell'abbazia di San Bernardo.
Il gonfalone è un drappo partito di bianco e di azzurro.

## Monumenti e luoghi d'interesse

### Edifici religiosi

#### Abbazia di San Bernardo

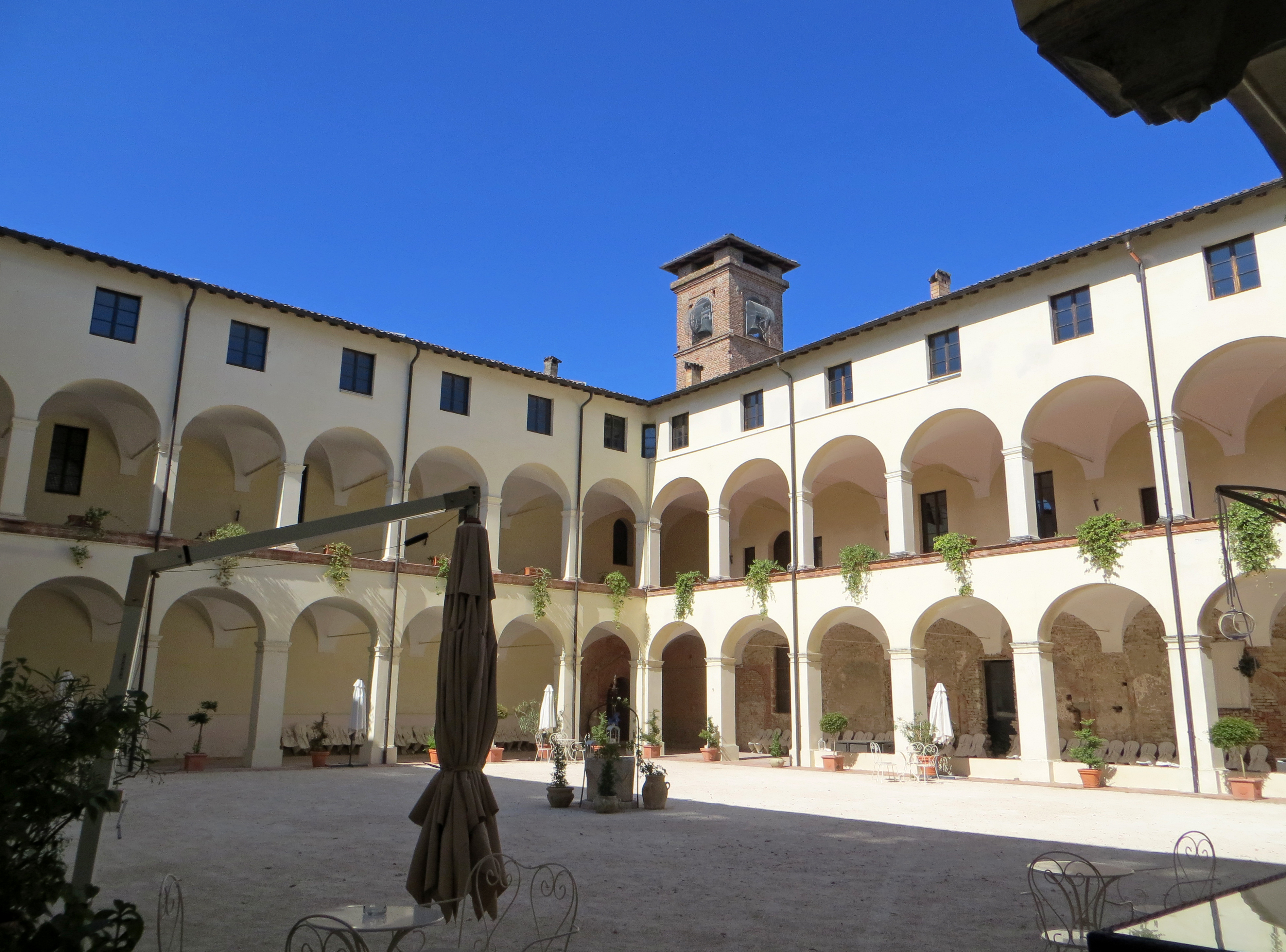
Chiostro dell'abbazia di San Bernardo

L'abbazia cistercense fu fondata nel 1142 quale dipendenza dell'abbazia di Chiaravalle della Colomba, sotto la protezione dei marchesi Pallavicino; la chiesa annessa fu ricostruita in stile romanico alla fine del XII secolo, mentre la facciata fu innalzata nel XV secolo; il convento, caduto in declino in seguito all'istituzione della commenda, fu unito nel 1518 alla Congregazione cassinese dell'abbazia benedettina di San Paolo fuori le mura; nel 1605 il duca Ranuccio I Farnese acquistò il monastero, che nel 1733 il duca Carlo di Borbone fece completamente ristrutturare in stile neoclassico, per trasformarlo nella sede estiva del Collegio dei Nobili di Parma; nel 1892 i benedettini abbandonarono la giurisdizione spirituale sul luogo di culto, che divenne sede parrocchiale; nel 1987 l'ex abbazia fu acquistata dal Comune di Fontevivo, che ne avviò il recupero quale sede di una struttura alberghiera, di un ristorante e del piccolo Museo delle Fisarmoniche. La monumentale chiesa di San Bernardo ospita al suo interno la statua in pietra policroma della Madonna col Bambino, risalente al XII secolo, attribuita a Benedetto Antelami, la romanica lastra sepolcrale in marmo rosso di Verona del templare Guidone Pallavicino, scomparso nel 1301, e il neoclassico monumento tombale del duca Ferdinando di Borbone.

#### Chiesa dei Cappuccini

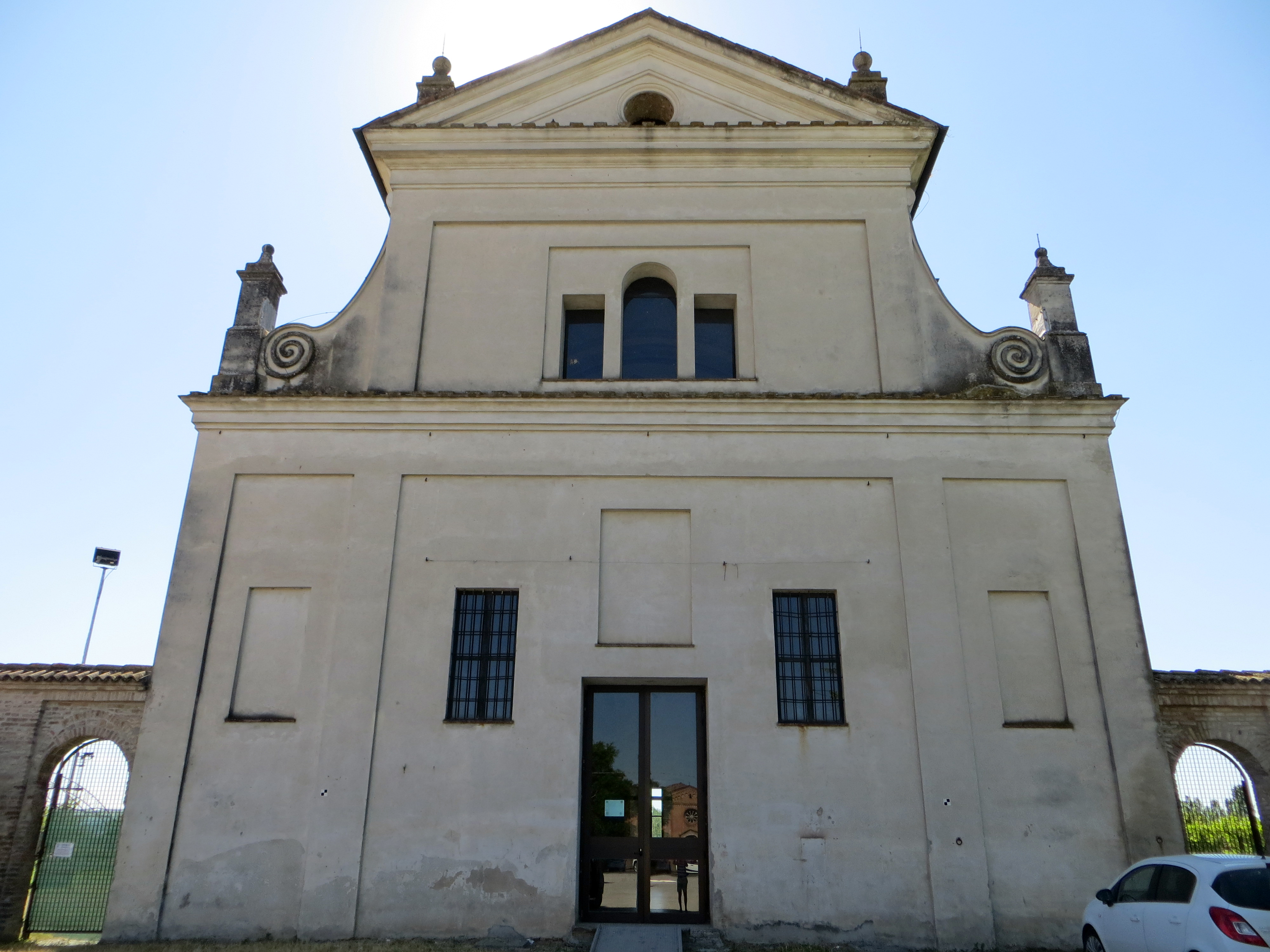
Chiesa dei Cappuccini

La chiesa manierista con annesso convento fu edificata per i frati cappuccini tra il 1605 e il 1609 su finanziamento del duca Ranuccio I Farnese, che fece anche realizzare uno scenografico viale di collegamento con la chiesa di San Bernardo; nel 1805 a causa dei decreti napoleonici il convento fu chiuso e la chiesa fu sconsacrata e spogliata di tutti gli arredi e le opere d'arte; nel 1881 il complesso fu demolito, salvando solo l'antico tempio, che fu alienato a privati e adibito a magazzino; intorno al 1980 il Comune di Fontevivo espropriò l'ex luogo di culto, avviandone il recupero. All'interno si conservano gli affreschi in controfacciata e sulla volta a botte di copertura attribuiti a Cesare Baglioni, riscoperti tra il 2007 e il 2009.

#### Chiesa di Santa Maria Maddalena

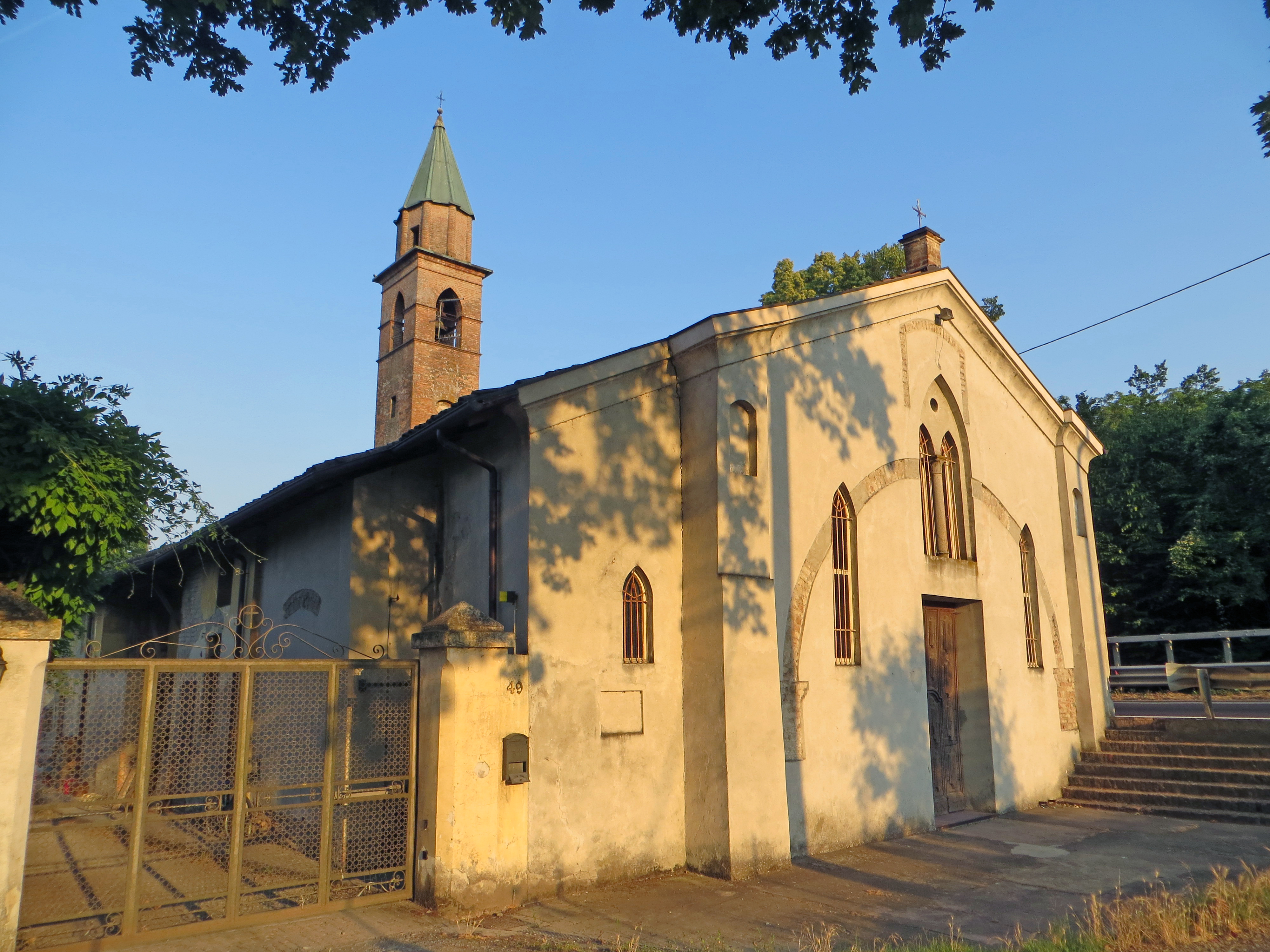
Chiesa di Santa Maria Maddalena

A Castelguelfo, sull'altro lato della via Emilia rispetto al castello medievale, si innalza l'antica chiesa di Santa Maria Maddalena, edificata in stile romanico probabilmente agli inizi del XIII secolo dai monaci benedettini francesi dell'abbazia di Santa Maria Maddalena di Vézelay, in Borgogna; modificata più volte nei secoli successivi, fu riportata in parte alle originarie forme nel 1935; all'interno conserva nell'abside alcuni affreschi risalenti al XV secolo.

#### Chiesa dei Santi Giovanni Battista e Lorenzo

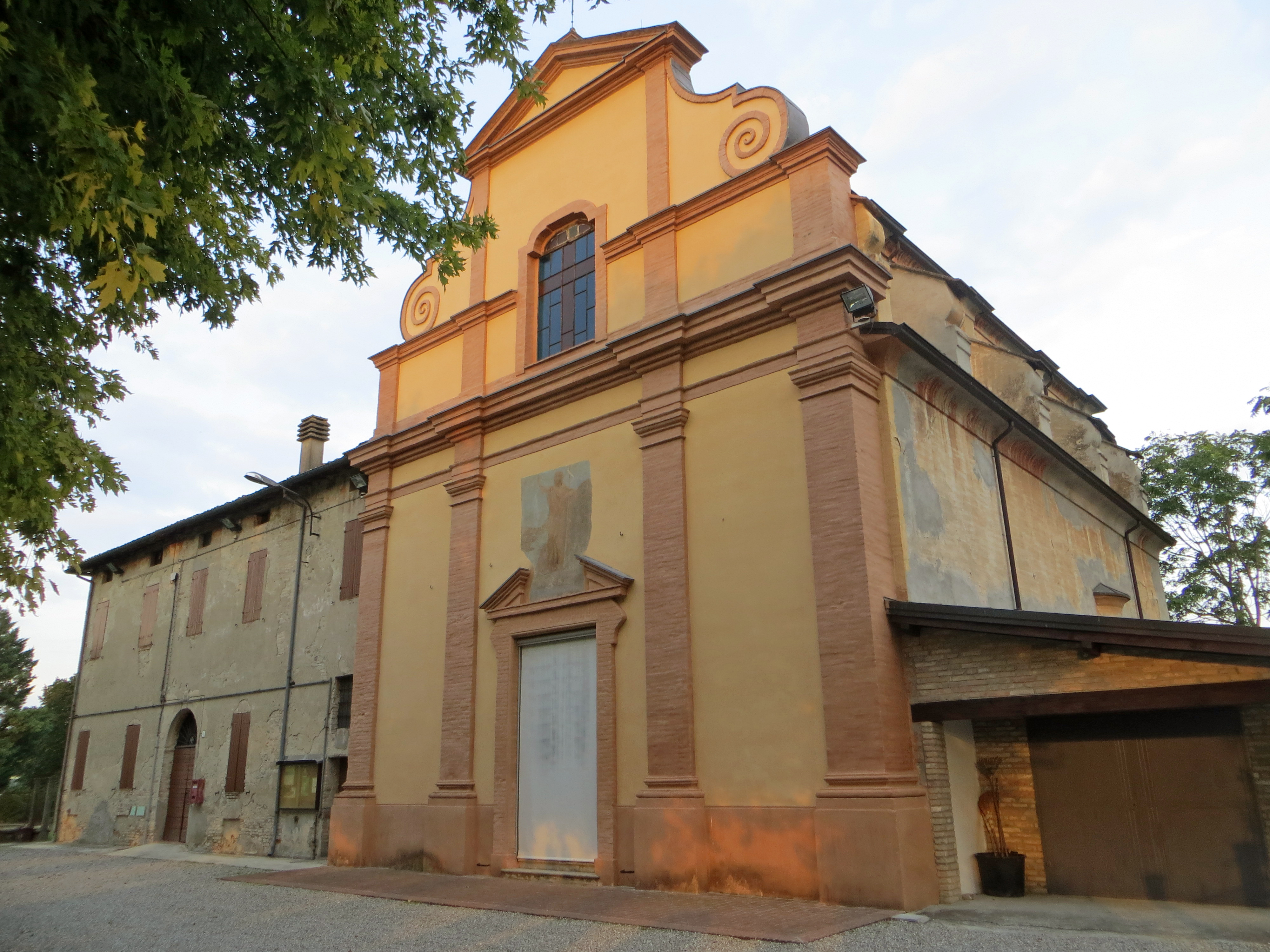
Chiesa dei Santi Giovanni Battista e Lorenzo

Menzionata per la prima volta nel 1186, l'antica pieve di Santa Maria di Bianconese fu reintitolata a san Giovanni Battista nel 1493; danneggiata dalle piene del fiume Taro, fu ricostruita tra il 1720 e il 1730 in stile barocco in prossimità del centro abitato; dotata nel 1897 del campanile, fu ampliata nella zona absidale nel 1900; ristrutturata tra il 1952 e il 1957, fu sottoposta a lavori di restauro nella facciata tra il 2015 e il 2016. La chiesa conserva varie opere di pregio, tra cui la pala d'altare raffigurante l'Imposizione del nome a san Giovanni Battista, eseguita da Giuseppe Peroni o da Domenico Muzzi tra la fine del XVIII secolo e l'inizio del XIX.

#### Chiesa di San Lorenzo

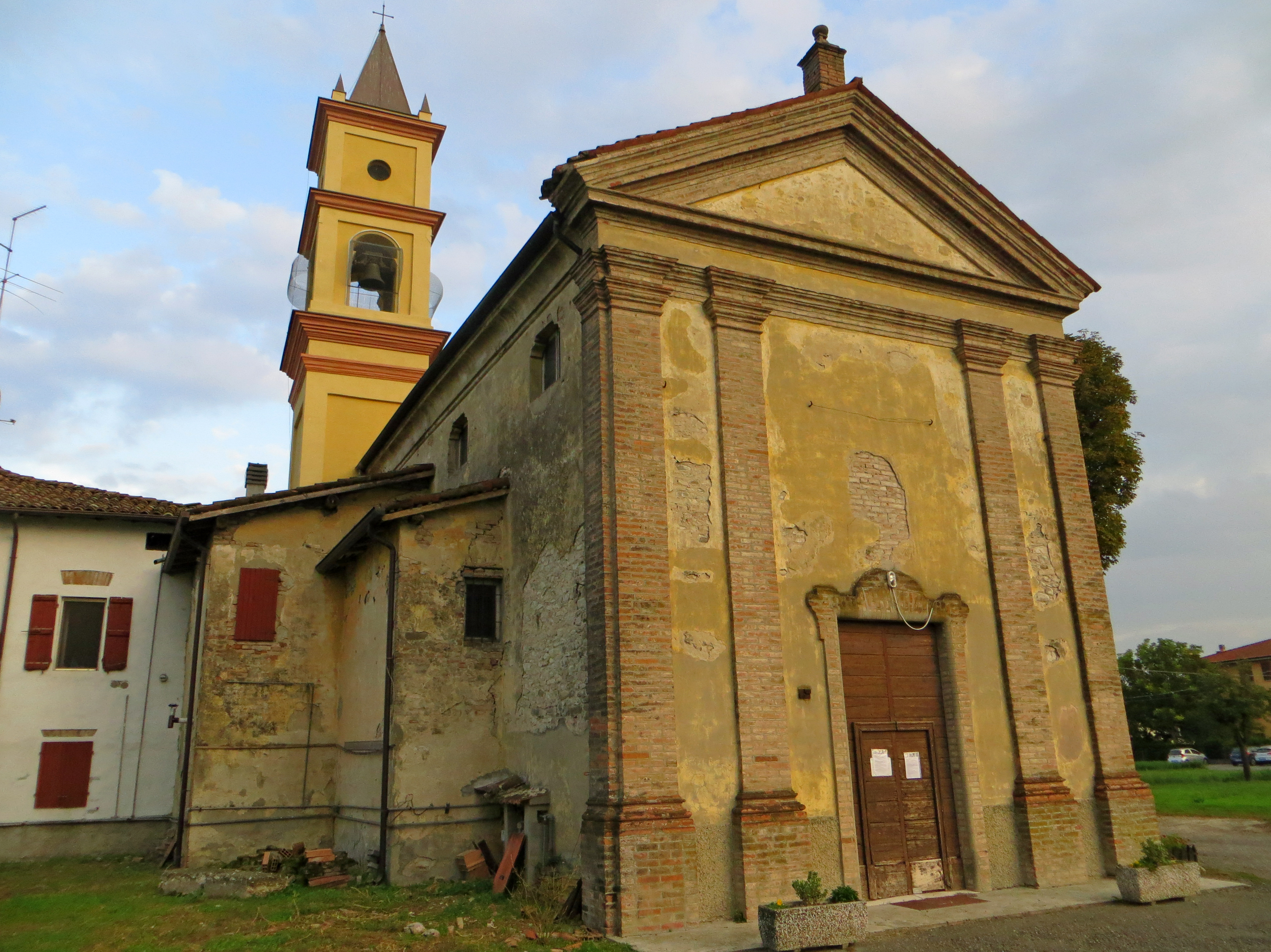
Chiesa di San Lorenzo

Edificata originariamente entro l'XI secolo, la chiesa di Bellena fu chiusa al culto alla fine del XV secolo in quanto pericolante; completamente ricostruita in stile rinascimentale prima del 1525, fu ristrutturata in forme barocche nel 1743; al suo interno è presente un coro settecentesco in legno intarsiato.

#### Oratorio del Sacro Cuore e di Santa Teresa di Gesù Bambino

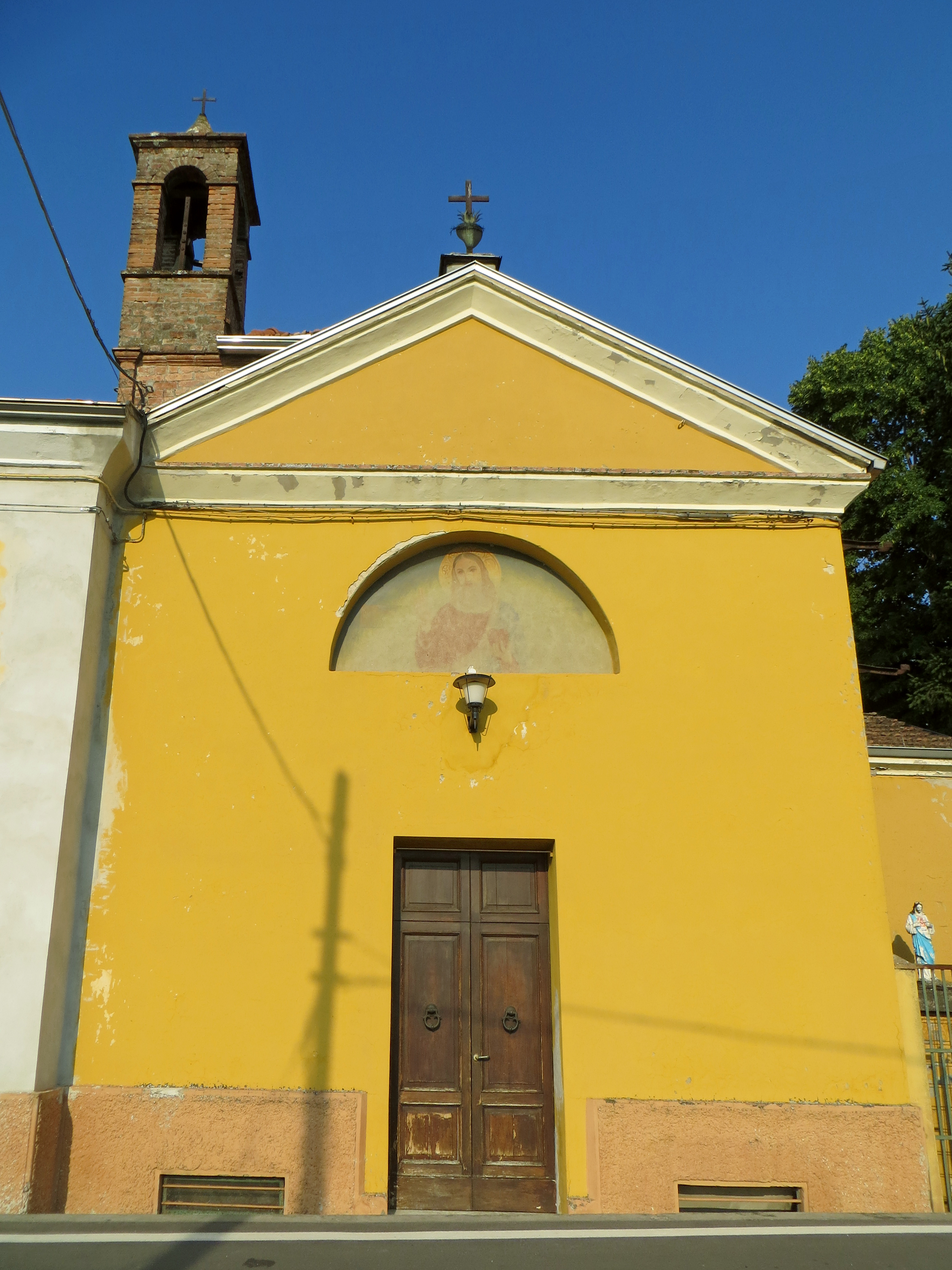
Oratorio del Sacro Cuore e di Santa Teresa di Gesù Bambino

Il piccolo oratorio di Ponte Taro fu costruito in stile neoclassico per volere di Giuseppe Antonio Folezzani tra il 1843 e il 1849; donato agli inizi del XX secolo a Ida Mari, che nel 1913 fece edificare in adiacenza alla chiesa la scuola materna di Santa Teresa di Lisieux, fu destinato in eredità nel 1964 alla parrocchia del paese, di cui costituì l'unico luogo di culto fino al completamento nel 1973 della nuova chiesa di Santa Maria Maddalena.

## Società

### Evoluzione demografica
Abitanti censiti

### Etnie e minoranze straniere
Al 31 dicembre 2023 la popolazione straniera era di 801 persone, pari al 13,81% della popolazione.

## Cultura

### Eventi
- "Festa del Prosciutto e del Melone". È una sagra campestre che si svolge dal 1989. L'evento ha luogo il secondo week-end di luglio, presso il parco dell'ex convento dei cappuccini. La cucina proposta, comprende i piatti della tradizione parmigiana e ovviamente i "protagonisti" della festa il prosciutto di Parma e il melone.
- "Festa del Toro-LegaNord". È un evento che ha luogo a partire dal 2014. Si svolge l'ultimo week-end del mese di luglio, ed è organizzata dalla sezione provinciale della Lega Nord di Parma, assieme alle sezioni leghiste di Fontevivo, Noceto e Fontanellato. L'evento si svolge presso il parco dell'ex-convento dei Cappuccini. La cucina dell'evento propone le specialità parmigiane, la frittura di pesce e il "protagonista" della festa, il toro, cucinato allo spiedo.
- "Festa patronale di San Bernardo abate". Si svolge il 20 di agosto, da tradizione antichissima, ed è la festa del Santo patrono. Dopo la consueta cerimonia religiosa che si svolge presso l'Abbazia di Fontevivo con una messa Solenne, l'evento si conclude con la tradizionale consegna degli attestati di civica benemerenza, presso il chiostro del collegio dei Nobili, ove il sindaco, assieme all'autorità comunale e ai consiglieri, consegna tali attestati ai cittadini che nel corso dell'anno hanno avuto particolari meriti, contraddistinguendosi nel campo sociale, del volontariato, in quello sportivo, in quello artistico e in quello letterario.
- "Festa dell'uva". Si svolge l'ultima domenica di settembre, nella via centrale del paese. Evento principale della giornata è la vendemmia e la lavorazione del mosto che viene fatta sul posto, secondo la tradizione locale. Nel corso della manifestazione è possibile assistere all'assaggio dei vini locali bianchi e rossi, da parte dei sommelier e passare alla degustazione dei formaggi, in particolare del Parmigiano-Reggiano.

## Infrastrutture e trasporti
Posta lungo la strada provinciale 11, fra il 1893 e il 1939 Fontevivo era servita da una fermata della tranvia Parma-San Secondo-Busseto, esercita a vapore, che percorreva tale direttrice stradale.
Il servizio suburbano è svolto mediante autoservizi gestiti da TEP.
In località Bianconese sorge l'Interporto di Parma.

## Amministrazione
Di seguito è presentata una tabella relativa alle amministrazioni che si sono succedute in questo comune.

### Sindaci eletti dal consiglio comunale (1946-1995)
| Periodo          | Periodo          | Primo cittadino    | Partito                            | Carica  | Note |
| ---------------- | ---------------- | ------------------ | ---------------------------------- | ------- | ---- |
| 1946             | 1947             | Ferruccio Barbiri  |                                    | Sindaco |      |
| 1947             | 1951             | Alceste Giovanelli |                                    | Sindaco |      |
| 1951             | 1970             | Giuseppe Testoni   | Partito Comunista Italiano         | Sindaco |      |
| 1970             | 1977             | Romano Corradini   | Partito Comunista Italiano         | Sindaco |      |
| 1977             | 1990             | Claudio Ghiretti   | Partito Comunista Italiano         | Sindaco |      |
| 10 agosto 1990   | 17 novembre 1992 | Claudio Ghiretti   | Partito Comunista Italiano         | Sindaco |      |
| 17 novembre 1992 | 24 aprile 1995   | Romano Corradini   | Partito Democratico della Sinistra | Sindaco |      |

### Sindaci eletti direttamente dai cittadini (1995-)
| Periodo           | Periodo           | Primo cittadino     | Partito                                                                                           | Carica  | Note   |
| ----------------- | ----------------- | ------------------- | ------------------------------------------------------------------------------------------------- | ------- | ------ |
| 24 aprile 1995    | 14 giugno 1999    | Romano Corradini    | Partito Democratico della Sinistra-L'Ulivo                                                        | Sindaco | [ 16 ] |
| 15 giugno 1999    | 14 giugno 2004    | Stefano Mulazzi     | Democratici di Sinistra-L'Ulivo e civici                                                          | Sindaco | [ 16 ] |
| 14 giugno 2004    | 8 giugno 2009     | Massimiliano Grassi | DS, poi PD                                                                                        | Sindaco | [ 16 ] |
| 30 marzo 2010     | 31 maggio 2015    | Massimiliano Grassi | "Progetto Democratico", Partito Democratico e civici                                              | Sindaco | [ 16 ] |
| 1º giugno 2015    | 21 settembre 2020 | Tommaso Fiazza      | lista di centro-destra "Cambiamo Fontevivo": Lega Nord, Forza Italia, Fratelli d'Italia-AN e UdC) | Sindaco | [ 16 ] |
| 22 settembre 2020 | 2025              | Tommaso Fiazza      | Lega Nord e Fratelli d'Italia-AN                                                                  | Sindaco | [ 16 ] |